# A Nice Girl Like Me
Pour plus de détails, voir Fiche technique et Distribution.
A Nice Girl Like Me est un film britannique réalisé par Desmond Davis, sorti en 1969.

## Fiche technique
- Titre : A Nice Girl Like Me
- Réalisation : Desmond Davis
- Scénario : Desmond Davis et Anne Piper d'après le roman de cette dernière
- Costumes : Ruth Myers
- Photographie : Gilbert Taylor et Manny Wynn
- Musique : Patrick Williams
- Pays d'origine : Royaume-Uni
- Genre : comédie
- Durée : 90 minutes
- Date de sortie : 1969
- Affiches : Macario Gómez Quibus (Espagne)

## Distribution
- Barbara Ferris (en) : Candida
- Harry Andrews : Savage
- Gladys Cooper : Tante Mary
- Bill Hinnant (en) : Ed
- James Villiers : Freddie
- Joyce Carey : Tante Celia
- Christopher Guinee : Pierre
- Fabia Drake (en) : Miss Grimsby
- Irene Prador (en) : Madame Dupont
- Totti Truman Taylor (en) : Miss Carter
- Miriam Margolyes : 'Mama'
- Angela Jones : Angelina
- Piera Degli Esposti : la mère d'Angelina
- Erik Chitty (en)